# David Gruby
David Gruby, né à Kiskér (actuel Bačko Dobro Polje en Serbie) le 20 août 1810 et mort à Paris le 14 novembre 1898, est un médecin hongrois, connu pour ses travaux de microbiologie et de mycologie.

## Biographie
Fils d'un paysan pauvre, il fait ses premières études dans une école piariste de l'ancienne ville de Pest, malgré ses origines juives. En 1828, il commence des études de médecine à Vienne. Il s'intéresse très tôt à l'utilisation du microscope en pathologie humaine. Sa première publication en 1839 concerne des observations microscopiques (ouvrage en latin).
À partir de 1840, Gruby réside à Paris, où il restera toute sa vie en célibataire. En 1848, il obtient la nationalité française, et ses principaux travaux de recherches sont effectués durant la période 1840-1850. Il donne aussi un cours privé d'anatomie et pathologie microscopiques, suivi par Magendie, Flourens et Claude Bernard 
Après 1850, il publie très peu, consacrant son activité à la pratique médicale. Il devient un médecin célèbre : il soigne ou est l'ami de, parmi d'autres, Heinrich Heine, Frédéric Chopin, George Sand, Charles Gounod, Honoré de Balzac, Alexandre Dumas et son fils, Camille Flammarion, Franz Liszt, Mihály Munkácsy, Mihály Zichy, et aussi de Vincent et Théo van Gogh.
Il participe comme médecin de l'armée française à la guerre de 1870. Il est fait Chevalier de la Légion d'Honneur en 1890.

## Travaux
De 1841 à 1844, il découvre à l'aide du microscope les principaux fungi, champignons microscopiques, qui parasitent l'homme comme :
- Achorion schönleini, renommé Trichophyton schoenleinii, agent du favus, en 1841.
- Candida albicans, agent de la candidose, en 1842.
- Ctenomyces mentagrophytes, renommé Trichophyton mentagrophytes, agent du sycosis, en 1842.
- Microsporum audouini, agent d'une forme de Teigne, en 1843, redécouvert par Sabouraud en 1894.
- Trichophyton tonsurans, agent d'une autre forme de teigne en 1844.

Il s'intéresse aussi au parasitisme animal. De 1842 à 1844, il décrit divers protozoaires et helminthes parasitaires de la grenouille, dont un nouveau genre de flagellé qui parasite le sang et qu'il appelle trypanosoma en 1843. Ce genre sera retrouvé plus tard chez les mammifères, en ayant une très grande importance en pathologie tropicale humaine (trypanosomiases).
Il collabore avec le vétérinaire Delafond pour étudier les dirofilarioses du chien, et divers acariens parasites de l'homme et des animaux.

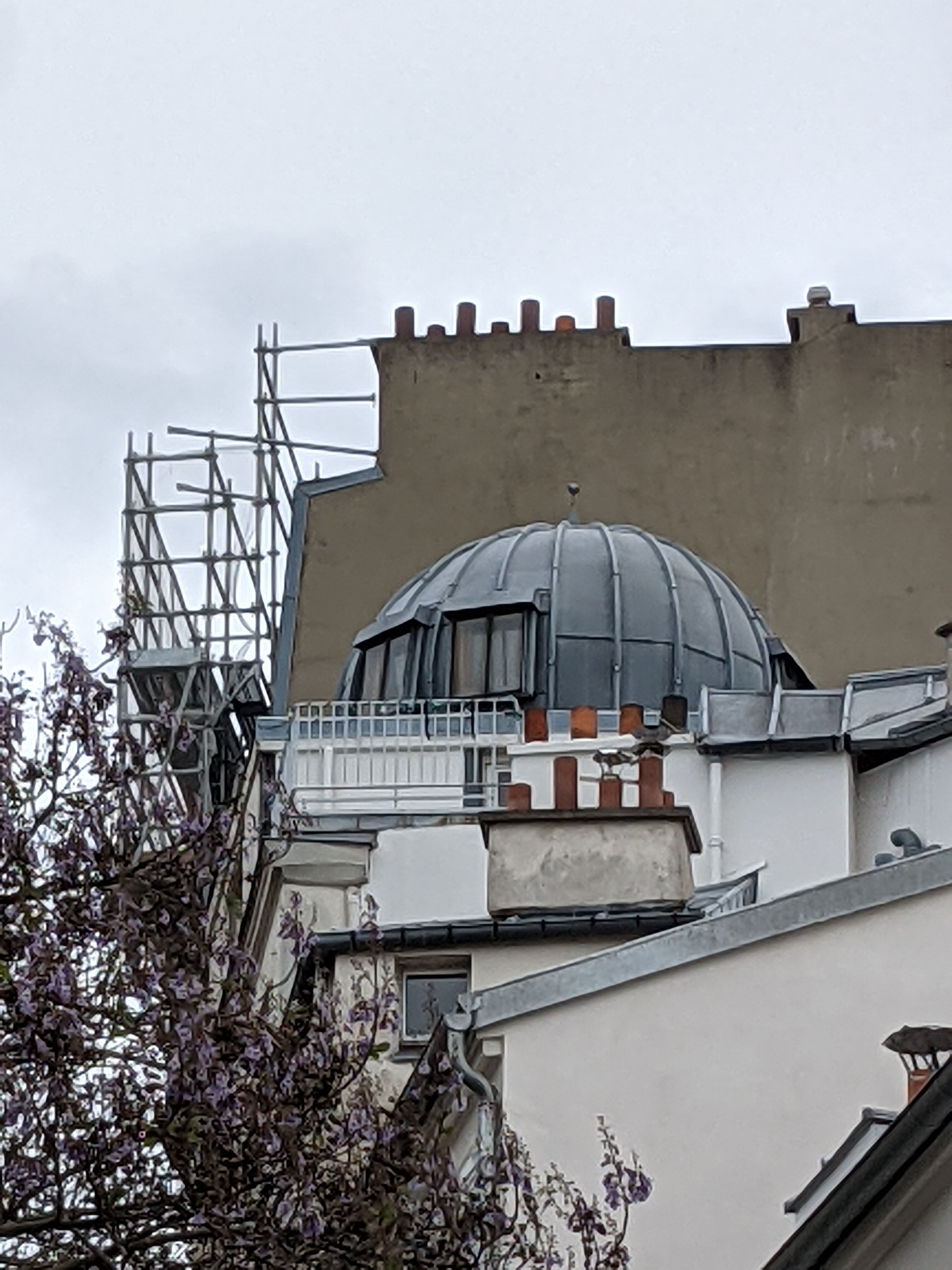
Ancien observatoire de David Gruby au 100 rue Lepic.

Il a aussi fondé et entretenu un observatoire astronomique et météorologique à Montmartre, au 100 rue Lepic (non loin de la mire du Nord), dans les années 1860. Celui-ci restera en activité jusqu’à son décès, successivement sous la direction scientifique de Cassé, du capitaine Jovis, de Bonnaud puis de Janson.